# Marchéville-en-Woëvre
Marchéville-en-Woëvre là một xã thuộc tỉnh Meuse trong vùng Grand Est đông nam nước Pháp. Xã này nằm ở khu vực có độ cao trung bình 218 mét trên mực nước biển.